# Internationale luchthaven Memphis
De Internationale luchthaven Memphis of Memphis International Airport is een vliegveld 10 km ten zuidoosten van Memphis (Tennessee). Memphis is de "superhub" van FedEx Express en het hoofdkwartier van FedEx. In het passagiersverkeer is ook de hubfunctie die Delta Air Lines aan de luchthaven toekende belangrijk.
De aanwezigheid van FedEx Express maakt van de luchthaven een van de drukste vrachtvliegvelden van de wereld. Van 1993 tot 2009 was Memphis het vliegveld met de meeste vrachtafhandeling ter wereld, sindsdien heeft het Hong Kong Chek Lap Kok International Airport moeten laten voorgaan. In 2010 werd 8.636.848 ton vervoerd, naast 10.003.186 passagiers. In totaal waren er in dat jaar 336.016 vliegbewegingen.
De superhub zorgt er ook voor dat heel wat firma's hun internationale distributiecentra in de onmiddellijke omgeving van de luchthaven uitbouwden, wat onder meer het geval is voor Flextronics, Hewlett-Packard, Nike en Sharp.
De luchthaven is eveneens een militaire luchthaven en basis van de 164ste Airlift Wing, die vliegt met de grote Lockheed C-5 Galaxy transportvliegtuigen.